# Mjolnir
Mjolnir (iz staronordijščine Mjǫllnir) je v nordijski mitologiji kladivo boga strele in groma Thora, ki se uporablja kot uničujoče orožje in kot božansko orodje za zagotavljanje blagoslovov. Kladivo je izpričano v mnogih virih, vključno z runskim kvinnebyjskim amuletom iz 11. stoletja, Poetično Eddo, zbirko eddske poezije, zbrano v 13. stoletju, in Prozno Eddo, zbirko proze in poezije, zbrano v 13. stoletju. Kladivo so v skandinavski kulturni sferi običajno nosili kot obesek v vikinški dobi, Thor in njegovo kladivo pa sta upodobljena na različnih predmetih iz arheoloških zapisov. Danes se simbol pojavlja v najrazličnejših medijih, kot obesek pa ga nosijo različne skupine, vključno s privrženci sodobnega germanskega novopoganstva.
Kladivo je izdelal škrat Eitri (Sindri), brat Brokkra, s katerim je šel Loki stavit, da Eitri ne bo mogel izdelati treh tako kakovostnih predmetov kot jih je Brokkr. Eitriju je uspelo izdelati zlatega vepra Gullinburstija, zlati prstan Draupnir in kladivo Mjolnir, zaradi katerega je njegov brat dobil stavo, čeprav je bil njegov ročaj krajši, kot bi moral biti.

## Etimologija
Etimologija imena kladiva, Mjǫllnir, je med zgodovinskimi jezikoslovci sporna. Staronordijsko Mjǫllnir se je razvilo iz pranordijskega *melluniaR in ena predlagana izpeljava povezuje to obliko s starocerkvenoslovanskim mlunuji in ruskim pomenom molnija – strela (bodisi izposojeno iz slovanskega vira ali pa oboje izhaja iz skupnega vira) in je nato pridobilo pomen izdelovalec strele.
Drug predlog povezuje Mjǫllnir s staronordijskim mjǫll, kar pomeni novi sneg, in sodobno islandščino mjalli, kar pomeni bela barva, kar prikazuje Mjǫllnir kot orožje sijoče strele.
Tretji predlog povezuje staronordijsko Mjǫllnir s staronordijsko mala, kar pomeni zmleti, in gotsko malwjan – mleti, pri čemer nastane Mjǫllnir, kar pomeni mlinček, oziroma drobilnik.

## Dokazila

### Kvinnebyjski amulet
Kvinnebyjski amulet, ki se je verjetno nosil okoli vratu, je majhen bakreni amulet iz 11. stoletja, najden na Ölandu na Švedskem, ki vsebuje staronordijski napis v mlajšem futharku, ki opisuje Thora in njegovo kladivo. Runologa Mindy MacLeod in Bernard Mees prevajata amulet na naslednji način:
'Tukaj izrezujem zate (rune) pomoči, Bofi.
Pomagaj mi! Znanje (?) je zate nedvomno.
In naj strela odžene vse zlo stran od Bofija.
Naj ga Thor zaščiti s svojim kladivom, ki je prišel iz morja.
Beži pred zlom! Od Bofija (?) ne dobi ničesar.
Bogovi so pod njim in nad njim.'
Napis na amuletu se nanaša na pripovedi, zapisane več sto let pozneje, tako v Poetični Eddi kot v Prozni Eddi (glej razpravo o Hymiskviði in Gylfaginningu spodaj).

### Poetična Edda
V Poetični Eddi je Mjolnir omenjen v eddskih pesmih Vafþrúðnismál (pesem o Vafthrudnirju), Hymiskviða (pesem o Hymirju), Lokasenna (Lokijevo izzivanje) in Þrymskviða (pesem o Thrymu). V kitici iz Vafþrúðnismála modri jötunn Vafþrúðnir pove preoblečenemu bogu Odinu, da bosta po dogodkih v ragnaröku Móði in Magni, Thorova sinova, vihtela Mjolnirja:
| prevod Benjamina Thorpea iz leta 1866: Vidar in Vali bosta naselila svetišča bogov, ko bodo Surtovi ognji ugasnili. Môdi in Magni vihtela bosta Mjolnir, in si prizadevala vojskovanje končati. | prevod Henryja Adamsa Bellowsa iz leta 1923: »V domu bogov bosta prebivala Vithar in Vali, ko bodo požari Surta ponehali; Mothi in Magni bosta vihtela Mjolnir, ko Vingnir pade v boju.« | revidirani prevod Carolyne Larrington iz leta 2014: 'Vidar in Vali bosta živela v svetiščih bogov, ko bo Surtov ogenj pogašen; Modi in Magni bosta vihtela Mjolnir in pokazala bojno moč.' |

V Hymiskviði, potem ko je pridobil ogromen kotel, ki ga je jötunn (in poosebljen ocean) Ægir zahteval, da bi lahko zvaril pivo bogov, se Thor spopade z zlonamernimi jötnar s kladivom (tukaj imenovanimi kiti kot pesniško sredstvo):
| slovenski prevod B. Gjuda in S. Košaka iz leta 2004: Zdaj si je snel z ramen zoprno štrleči kotel, zavihtel je Miollnirja, pobijanja željnega, pred seboj: in vse kite lave pobil.(str.137) | prevod Benjamina Thorpea iz leta 1866: Z ramen je dvignil kotlič; Mjolnir je planil naprej proti divji posadki, in pobil vse gorske velikane, ki ga je s Hýimirom dal zasledovati. | prevod Henryja Adamsa Bellowsa iz leta 1923: Vstal je in s hrbta vrgel kotlič, In Mjolnirja, ljubitelja umorov, je vihtel; . . . . . . . . . . . . . . . . . . . In tako vse kite pustinje je pobil. | revidirani prevod Carolyne Larrington iz leta 2014: Z ramen je dvignil izjemen kotel, zamahnil je Mjolnirja pred seboj, ki je želel ubijati, in pobil je vse lavine kite. |

V Lokasenni, v kateri si božanstvo Loki in drugi bogovi izmenjujejo žalitve (glej tekmovalno petje). V pesmi bogovi grozijo Lokiju z Mjolnirjem kot delom refrena, ki se ponavlja v vseh štirih kiticah, v katerih govori.
Kladivo je osrednja točka eddske pesmi Þrymskviða. V pesmi se Thor nekega dne zbudi in ugotovi, da manjka njegovo kladivo. Besen si bog puli brado, zmajuje z glavo in išče odsotno orožje. Posvetuje se z Lokijem in mu pove, da samo on ve, da manjka njegovo kladivo. Thor in Loki gresta k boginji Freyji in Loki jo vpraša, če si izposodi njeno pernato srajco. Freyja takoj privoli, Loki si obleče srajco in odleti v Jötunheimr. Tam najde jötunna Þrymrja, ki sedi na grobišču in skrbi za svoje živali. Govorita in Þrymr potrdi Lokiju, da je ukradel kladivo. Þrymr pravi, da ga je zakopal globoko pod zemljo in da ga nihče ne bo dobil nazaj, razen če mu za ženo pripelje Freyjo. Loki odleti nazaj v Asgard in se sreča s Thorom. Thor vpraša Lokija, ali ima kaj novic, in Loki pove Thoru Þrymrov ultimat.
Thor in Loki gresta k Freyji. Eden od obeh prosi Freyjo, naj si obleče poročni pajčolan in gre z njima v Jötunheimr. Freyjo ta prošnja tako razjezi, da je zbirališče azov zatrepetalo in njena ovratnica, Brísingamen, se zlomi. Boginja prošnjo zavrne.
Bogovi se srečajo na posvetu (glej thing) in razpravljajo o tem, kako dobiti kladivo nazaj. Bog Heimdallr predlaga, da Thor obleče poročni pajčolan in si nadene Brísingamen, kot da bi bil Freyja. Thor sprva zavrne predlog, vendar ga Loki prepriča, da bodo, če ne prinese kladiva nazaj, jötnar iz Jötunheima, kmalu imenovali Asgard za svoj dom. Bogovi oblečejo Thora v pajčolan za poroko, Loki se obleče kot »Freyjina« dekla, da ga spremlja, in oba odpeljeta Thorov koloselj, ki ga vodijo kozli, v Jötunheimr, pri čemer med potjo grmijo gore in gori zemlja.
Z dvorišča v dvorani Þrymr opazi dvojico, ki prihaja, in svojemu spremstvu reče, naj se pripravijo tako, da pogrnejo klopi in posujejo tla s slamo. Tisto noč Þrymr pravi, da je presenečen, ko ugotovi, da njegova bodoča nevesta divje jé in pije, zaužije devet predjedi – enega vola in osem lososov – ter tri sode medice. Loki odgovori, da »Freyja« osem noči pred tem ni niti pila niti jedla, saj si je tako želela priti v Jötunheimr.
Þrymr dvigne »Freyjin« poročni pajčolan, da bi jo poljubil, in odskoči nazaj: Nevestine oči so bile »strašne,« kot da »njen pogled sika plamene.« Preoblečeni Loki pojasnjuje, da je bilo to zato, ker »Freyja«  osem noči ni spala, ker si je tako želela prispeti v Jötunheimr (na temo števil tri in devet v nordijskem mitu, glej števila v nordijski mitologiji).
Nazadnje Þrymr pokliče naj prinesejo Mjölnirja, da bi s pomočjo boginje Vár posvetili nevesto:
| slovenski prevod B. Gjuda in S. Košaka iz leta 2004: Velel je Thrymr, vojvoda velikanov: »Prinesite kladivo, da posvetímo nevesto, položite Miollnir punci v naročje, posvetite naju po Várini prisegi.«(str.150) | prevod Benjamina Thorpea iz leta 1866: Nato je rekel Thrym, Thursarsov gospodar: Prinesite kladivo, nevesto posvetite; položite Mjolnir na dekliško koleno; združite naju drug z drugim z Vörino roko. | prevod Henryja Adamsa Bellowsa iz leta: Nato je glasno spregovoril Thrym, vodja velikanov: »Prinesite kladivo za posvetitev neveste; Na dekliških kolenih naj Mjollnir leži, Da naju blagoslovi Vorina roka.« | revidirani prevod Carolyne Larrington iz leta 2014: Nato je rekel Thrym, gospodar ogrov. ’Prinesite kladivo, da posvetite nevesto, položite Mjolnirja deklici v naročje. združi naju skupaj z Varino roko!’ |

Ko je Thor zagledal svoje kladivo se mu je zasmejalo, preden ga zgrabi, ubije Þrymrja, in ves rod velikanov do zadnjega v vrsti. Pesem se konča s proznim zapisom, da se je tako Odinov sin spet sprijel s svojim kladivom.

### Prozna Edda
Mjolnir je omenjen v knjigah Prozne Edde Gylfaginning (Zavajanje Gylfija) in Skáldskaparmál (Jezik poezije).

#### Gylfaginning
Zgodaj v Gylfaginningu Visoki (Hár) opisuje boga Thora in njegove »tri posebne stvari«: njegovo kladivo Mjolnir, njegove železne rokavice Járngreipr in njegov pas Megingjörð. Visoki pojasnjuje, da mora Thor nositi svoje rokavice s svojim kladivom in da je Mjolnir dobro znan med jötnar zaradi lobanj številnih jötunnov, ki jih je skozi čas razbil.
Ustoličena figura Tretjega nerada pripoveduje zgodbo, v kateri se Thor in Loki vozita v Thorovem vozu, ki ga vlečeta njegovi dve kozi, Tanngrisnir in Tanngnjóstr. Loki in Thor se ustavita na domu kmeta in tam prenočita. Thor zakolje svoji kozi, ju odere in da v lonec. Ko sta kozi skuhani, Loki in Thor sedeta k večerji. Thor povabi kmečko družino, naj z njim deli obrok, in to tudi storijo.
Na koncu obeda Thor položi kozji koži na nasprotno stran ognja in reče kmetom, naj vržejo kozje kosti na kozji koži. Kmečki sin Þjálfi vzame eno od kozjih stegenskih kosti, jo z nožem razkolje in zlomi, da pride do mozga. Potem ko je prenočil v kmečki hiši, se Thor zbudi in pred zoro obleče. Vzame kladivo Mjolnir, ga dvigne in blagoslovi kozji koži. Obujeni kozi stojita, toda ena od njiju je hroma na zadnjo nogo. Ko opazi to novo hromost, Thor vzklikne, da je nekdo slabo ravnal s kostmi njegovih koz – da je prejšnji večer nekdo med jedjo zlomil stegensko kost.
V zgodbi, ki jo pripoveduje Tretji, bogova Loki in Thor skupaj s Thorovima služabnikoma Þjálfijem in Röskvo naletijo na ogromen gozd, ko prispejo v Jötunheimr. Skupina s težavo najde prenočišče, dokler ne naleti na ogromno in nenavadno zgradbo z zelo širokim vhodom. Odločijo se prenočiti v njej. Ob polnoči doživijo potres in se odločijo preiskati zgradbo. Nič ne najdejo. Z Mjolnirjem  v roki Thor straži vhod v dvorano, dokler skupina ne zasliši močnega stokanja in ropotanja.
Ob zori Thor zapusti dvorano in zagleda ogromnega človeka, ki spi in glasno smrči. Thor spozna, da je v resnici slišal smrčanje tega mogočnega človeka. Bog si pripne pas, njegova moč se poveča in človek vstane. Tretji, ko vidi njegovo višino, pravi, da »se je Thor bal udariti ga s kladivom, in ga je vprašal za ime.« Veliki moški pove, da mu je ime Skrýmir, in razkrije, da Thor, Loki, Þjálfi in Röskva niso spali v dvorani, temveč v njegovi rokavici.
Skrýmir Thoru pove, da se mu ni treba predstavljati, saj že ve kdo je. Kasneje na potovanju Thor napade Skrýmirja, ko ta spi, ob treh različnih priložnostih: v prvem primeru se Skrýmir zbudi in vpraša, ali mu je na glavo padel list; v drugem primeru se Skrýmir zbudi in vpraša, ali mu je na glavo padel želod; in v tretjem in zadnjem primeru Skrýmir vpraša, ali so mu ptice nad njim morda vrgle vejice na glavo.
Kasneje Skrýmir razkrije, da je bila vse to iluzija: na primer, ogromen Skrýmir je bil v resnici čarovnik Útgarða-Loki in udarci, ki jih je Thor zadal, so ga prestrašili: podrobno pove, da bi ga ubili, če bi ga zadeli, in da so njegovi udarci zabili globoko dolino v pokrajini.
Gylfaginning vsebuje ponovno pripoved gradiva, ki se ga najde v Hymiskviði (o katerem je bilo govora zgoraj). V tej različici Thor vrže svoje kladivo in odbije glavo velike kače Jörmungandr. Tretji pa ugotavlja, da ne verjame, da se je to res zgodilo – pravi, da verjame, da kača še vedno živi v morju, ovita okrog sveta.
Kasneje v Gylfaginningu Visoki pripoveduje o smrti in ladijskem pogrebu boga Baldra. Bogovi ne morejo sami premakniti njegove ladje Hringhorni, zato zahtevajo, da mogočna jötunn Hyrrokkin pride iz Jötunheimra na pomoč. Hyrrokin pride jezdeči volka z gadi kot vajeti. Potisne ladjo in ta izpljuje ob njenem prvem dotiku, da se pojavijo  močni plameni in potresi. To razjezi Thora – s kladivom želi zdrobiti Hyyrokkinino lobanjo, vendar ga drugi bogovi prepričajo, naj je ne napade.
Baldrovo truplo odnesejo na ladjo. Njegova žena, boginja Nanna, to vidi in umre od žalosti. Zbrani jo skupaj z Baldrom postavijo na ladijsko grmado, preden jo prižgejo. Thor s svojim kladivom posvečuje gorečo ladjo. Škrat po imenu Litr začne skakati pred njegovimi nogami in Thor ga brcne v ogenj, kjer zgori.
Gylfaginning se zaključi z napovedjo dogodkov v ragnaröku, med katerimi svet trpi zaradi kataklizme in katastrof, preden spet postane zelen in lep. Visoki opisuje vrnitev različnih bogov po ragnaröku, vključno s Thorovima sinovoma Móðijem in Magnijem, ki se vrneta v Asgard z očetovim kladivom, Mjolnirjem. To pripovedovanje navaja zgornjo kitico Völuspá iz Poetične Edde.

#### Skáldskaparmál
Knjiga Prozne Edde Skáldskaparmál vsebuje nekaj omemb kladiva, vključno s primerom njegove omembe v skaldski poeziji. Razdelek, posvečen kenningom, ki so jih pesniki uporabljali za označevanje boga, pravi, da se lahko Thor imenuje kot »vladar in lastnik« Mjolnirja.
Razdelek navaja delo skalda Bragija Boddasona iz 9. stoletja, ki omenja kladivo:
»Oflugbardijev strašitelj [Thor] je dvignil svoje kladivo v desni roki, ko je prepoznal ribo saj, ki omejuje vse dežele [midgardska kača].«
Razdelek navaja tudi delo skalda Gamlija gnævaðarskálda, ki omenja kladivo:
»Medtem ko je Bilskirnirov gospodar, ki v svojem srcu nikoli ni gojil izdaje, res hitro uničil morske ribe [midgardsko kačo] s pogubo [Mjolnir] goltajočih kitov [velikanov].«
Skáldskaparmál opisuje Thorovo uporabo Mjölnirja v boju z jötunnom Hrungnirjem. V njem, potem ko so se bogovi naveličali Hrungnirjevega zoprnega bahanja v Asgardu, pokličejo Thora, ki se takoj pojavi z dvignjenim kladivom. Thor se končno pomeri s Hrungnirjem, na dvoboj pa Hrungnir prinese brusni kamen kot orožje. Thor vrže kladivo v Hrungnirja in Hrungnir se odzove tako, da vrže brusni kamen v Thora, Mjolnir pa ga razcepi na dva dela. En del brusa postane predhodnik vseh brusov, drugi del pa se zapiči v Thorovo glavo. Medtem Mjolnir razbije Hrungnirjevo lobanjo na drobce.
V zvezi s to zgodbo razdelek ponuja razširjene odlomke iz Haustlönga, dela, pripisanega skaldu Þjóðólfru iz Hvinirja iz 10. stoletja. Þjóðólfrjeva pesem omenja Mjolnirja v nekaterih različnih primerih, na primer: »Skalnim gospodom [velikanu] ni bilo treba dolgo čakati na hiter udarec močnega prijatelja [Thor] trola s kladivom [Mjolnir], ki razbija množice« in »Tam se je pogreznil globelski [gorski] princ [velikan], preden sta trdo kladivo in lomilec skale [Thor] prisilila nazaj mogočnega izzivalca.«
Skáldskaparmál vsebuje tudi prozno poročilo o Thorovem srečanju z Geirröðrom – prozni uvod ugotavlja, da je Thor prišel na Geirröðrov dvor brez svojega kladiva. Namesto tega uporabi palico (Gríðarvöl), ki mu jo je podarila njegova ljubimka jötunn Gríðr.
Zadnja omemba kladiva v Skáldskaparmálu ponuja razlago njegove izdelave škratovskih Eitrija (Sindrija) in Brokkra. V tej pripovedi Loki ostriže lase boginji Sif. Ko to odkrije, Thor zgrabi Lokija in mu zagrozi, da mu bo zdrobil vsako kost v telesu, če ne najde rešitve. Loki gre k svartálfarju in zanj Ivaldijeva sinova izdelata tri posebne predmete: Sifine zlate lase, Freyrovo ladjo Skíðblaðnir in Odinovo kopje Gungnir.
Ko to vidi, Loki stavi s škratom Brokkrom, ali lahko njegov brat Eitri izdela še tri enako kakovostne predmete. Ko Eitri dela na treh dragocenih predmetih, v sobo prileti Loki kot muha in ga trikrat ugrizne, da bi mu preprečila delo – najprej pristane na škratovo roko in jo ugrizne, Brokkr pa se ne odzove: v kovačnico položi prašičjo kožo in iz nje vleče zlatega vepra Gullinburstija; drugič, muha pristane na škratu in ga ugrizne v tilnik, vendar ta ne odreagira: po vstavitvi zlata iz kovačnice potegne Draupnir, zlati prstan, ki vsakih devet noči ustvari osem lastnih kopij; in tretjič in zadnjič, muha prileti na škratovo veko in ga ugrizne, kar povzroči, da mu kri zamegli vid. Kljub temu Brokkr vstavi železo v kovačnico in iz nje potegne kladivo Mjolnir.
Bogovi Odin, Thor in Freyr se zberejo, da ocenijo kakovost teh predmetov. Med pregledovanjem predmetov in razlago njihove funkcije Brokkr o Mjolnirju pravi naslednje:
»Nato je dal Thoru kladivo in rekel, da bo lahko udaril tako močno, kot želi, ne glede na tarčo, in kladivo ne bo spodletelo, in če ga bo vrgel v nekaj, ne bo nikoli zgrešilo in nikoli poletelo tako daleč, da ne bi našlo poti nazaj v njegovo roko, in če bi hotel, je bilo tako majhno, da bi ga lahko obdržal v srajci. Toda v njem je bila ta napaka, da je bil konec kladiva precej kratek.«
Trije zbrani bogovi ocenijo, da je kladivo najboljše od vseh predmetov in zgodba se nadaljuje brez nadaljnje omembe predmeta. Brokkr tako stavo dobi.

## Arheološki zapisi

### Kladiva obeski, prstani, kovanci, tipologija, taksonomija in baza podatkov Eitri
Približno 1000 obeskov v značilnih oblikah, ki predstavljajo Thorovo kladivo, je bilo odkritih v današnjih nordijskih državah, Angliji, severni Nemčiji, baltskih državah in Rusiji. Večina je zelo preproste oblike iz železa ali srebra, približno 100 pa je naprednejše oblike z okraski. Obeski so bili najdeni v različnih kontekstih (vključno z urbanimi lokacijami in v zakladih) in se pojavljajo v različnih oblikah. Od leta 2004 je bilo 10 % vseh najdb v grobovih, ki so običajno identificirani kot ženski, od katerih so skoraj vsi kremacije. Poleg obeskov je bilo kladivo upodobljeno na predmetih, kot sta arabska kovanca, najdena na mestu izkopavanja.
Naslednja razpredelnica kaže štiri zglede najdb Mjolnirja, njihovo datiranje in kontekst odkritja:
| Lokacija odkritja           | Material in okraševanje   | Datiranje     | Drugi podatki                                                                                       | skl           |
| --------------------------- | ------------------------- | ------------- | --------------------------------------------------------------------------------------------------- | ------------- |
| Verdal, Trøndelag, Norveška | srebro, okrašeno          | nedatirano    | osamljena najdba                                                                                    | [ 38 ]        |
| Hilde, Stryn, Norveška      | prstan z devetimi kladivi | 10. stoletje  | najdeno v ženskem kremacijskem grobu v čolnu v gomili                                               | [ 38 ]        |
| Kaupang, Larvik, Norveška   | železo, neokrašeno        | okoli 800–960 | brez                                                                                                | [ 38 ]        |
| Købelev, Lolland, Danska    | gravura                   | 10. stoletje  | najdeno samo kladivo z runsko gravuro; besedilo se glasi: »Hmar × je,« kar pomeni: »To je kladivo.« | [ 36 ] [ 39 ] |

Leta 1999 je nemški arheolog Jörn Staecker predlagal tipologijo za najdbe kladiva, ki temelji na dekorativnem slogu in značilnostih materiala (kot so jantar, železo ali srebro). Leta 2019 je ameriška znanstvenica Katherine Suzanne Beard predlagala razširitev tipologije na podlagi dejavnikov, kot sta oblika kladiva in vrsta vzmetenja. Leta 2019 je Beardova lansirala tudi Eitri: The Norse Artifacts Database, spletno podatkovno zbirko, ki navaja številne najdbe kladiv in vključuje podatke o njihovi sestavi in kontekstu odkritja.
Razvoj obeskov s kladivom je bil predmet študij različnih strokovnjakov. Zdi se, da so se amuleti s kladivi razvili iz prejšnje tradicije podobnih obeskov med severnogermanskimi ljudstvi. Ugotovili so tudi, da se je kladivo morda razvilo iz obeska, ki so ga nosili drugi starodavni Germani, tako imenovanega amuleta Herkulovega kija. Povečanje priljubljenosti amuleta v vikinški dobi in nekaterih različic njegove oblike je bil morda odgovor na uporabo krščanskih križnih obeskov, ki so se pogosteje pojavljali na tem območju med procesom pokristjanjevanja.
- Risba 4,6 cm pozlačenega srebrnega obeska Mjolnir, najdenega v Bredsätri na Ölandu, Švedska
- Risba srebrnega amuleta Thorovega kladiva, najdenega v Fitjarju, Hordaland, Norveška
- Risba amuleta Thorovega kladiva iz Mandemarka na Mønu, Danska
- Risba posrebrenega Thorovega kladiva, najdenega v pokrajini Skåne, Švedska
- Fotografija Thorovega kladiva iz Rømersdala, Bornholm, Danska (datirano 790–1100), hrani Narodni muzej Danske
- Fotografija srebrnega zgodnjesrednjeveškega (vikinškega) Thorovega kladiva, najdenega leta 1993 v Charnwoodu, Leicestershire, Vzhodni Midlands v Angliji z detektorjem kovin (datirano 850–1100), PAS, hrani Muzej Charnwood

V kremacijskih grobovih iz vikinške dobe na območju jezera Mälaren, Ålandov in v Rusiji so najdbe, ki so jih arheologi poimenovali prstani s Thorovim kladivom. To so železni prstani z več pritrjenimi amuleti. Mnogi, vendar ne vsi amuleti so oblikovani kot kladiva. Najdeni so v pogrebnih žarah, v grobovih za oba spola, vendar pogosteje v ženskih grobovih. Morda so ti amuletni prstani imeli vlogo pri upepeljevanju, vendar njihova točna funkcija ni znana. Najzgodnejši primeri so iz Vendelskega obdobja, vendar se zdi, da so postali pogostejši v pozni vikinški dobi, kar je lahko povezano s političnimi in verskimi konflikti.

### Eyrarlandski kipec
Eyrarlandski kipec je bronasti kipec, izdelan okoli leta 1000. Kipec so našli na eni od dveh farm v Eyrarlandu blizu Akureyrija na Islandiji leta 1815 ali 1816. Naslednje leto, 1817, ga je v Narodni muzej v Københavnu poslal J. Gudmand, trgovec iz Akureyrija. Leta 1930 so ga ponovno predali Islandcem. Kipec predstavlja moškega, ki sedi na stolu s kapuco na glavi. Videti je gol in se z obema rokama drži za brado. Značilnosti moške brade, tako imenovani slog prstana, datirajo delo v začetek 11. stoletja. Zato so predlagali, da bi to moral biti Jezus Kristus na prestolu. Vendar je bolj verjetno, da gre za Thora.
Če je predmet pravilno identificiran kot Thor, Thor tukaj drži svoje kladivo Mjollnir, izklesano v tipični islandski obliki križa. Domneva se, da je kip povezan s prizorom iz pesnitve Poetične Edde Þrymskviða, kjer Thor med poročnim obredom pobere svoje kladivo, ko sedi tako, da ga prime z obema rokama. Drug predlog prihaja od arheologa Kristjána Eldjárna, ki je zapisal, da bi lahko bila osrednja igralna figura iz garniture iger hnefatafl, na podlagi podobnosti z manjšo figuro kitove kosti, odkrito v Baldursheimurju, skupaj s črno-belimi igralnimi figurami in kocko.
Kipec bi lahko bil tudi pest v pesti, a večina pesti, ki so jih našli v tujini, z vsako roko drži razcepljeno brado.
Kipec hrani Narodni muzej Islandije.

### Runski in slikovni kamni
Slikovne upodobitve Thorovega kladiva se pojavljajo na več runskih kamnih, kot so DR 26, DR 48 in DR 120 na Danskem ter VG 113, Sö 86 in Sö 111 na Švedskem. Vsaj trije kamni prikazujejo Thora, ki lovi kačo Jörmungandr, dva od njih pa imata kladivi: altunski runski kamen v Altuni na Švedskem in gosforthska upodobitev v Gosforthu v Cumbrii, Anglija.
- Runski kamen iz Södermanlanda na Švedskem z upodobitvijo Thorovega kladiva (Sö 111).
- Altunski runski kamen iz Švedske, eden od štirih kamnov, ki prikazujejo Thorov ribolov.
- Bližnji posnetek Thora z Mjolnirjem, upodobljenim na altunskem kamnu.
- Gosforthska upodobitev, eden od kamnov, ki prikazujejo Thorov ribolov.

Kot je ugotovila Beardova, je Thor »edini znani bog, ki je bil poklican, da blagoslovi ali posveti runske kamne iz vikinške dobe« – dejstvo, ki so ga znanstveniki opazili vsaj od 19. stoletja.

## Znanstvena recepcija in interpretacija

### Latinski viri: Adam iz Bremna in Saxo Grammaticus
Dva vira opisujeta Thora z vihtečimi predmeti, podobnimi kladivom, čeprav niso opisani kot kladiva. V 11. stoletju je kronist Adam iz Bremna v svojem delu Listine hamburških škofov (Gesta Hammaburgensis ecclesiae pontificum) zapisal, da kip Thora, ki ga opisuje kot »najmogočnejšega«, sedi v Templju v Uppsali v središču trojnega prestola (ob strani Woden in »Fricco«), ki se nahaja v Gamla Uppsali na Švedskem. Adam podrobno opisuje, da »Thor, po njihovem mnenju, vlada nebu; upravlja z gromom in strelo, vetrovi in nevihtami, lepim vremenom in plodnostjo« in da »Thor s svojim kijem izgleda kot Jupiter.« Adam podrobno pove, da so prebivalci Uppsale imenovali duhovnike za vsakega od bogov in da naj bi duhovniki darovali žrtve. V Thorovem primeru, nadaljuje, so te žrtve opravili, ko je grozila kuga ali lakota. Prej v istem delu Adam poroča, da so angleškega pridigarja Wulfreda leta 1030 linčali zbrani germanski pogani, ker je »oskrunil« upodobitev Thora.
Dejanja Dancev (Gesta Danorum) danskega avtorja Saxoja Grammaticusa iz 12. stoletja, evhemerizirana različica boga prikazuje, kako vihti klavo, palico iz hrasta. Saxo podaja evhemerizirano zgodbo o njegovem izvoru, ki tako kot zgornja pripoved Skáldskaparmál opisuje kladivo s kratkim ročajem, kar potrjuje širšo tradicijo tako o kratkosti kladiva kot tudi o njegovi vlogi v pripovedi kot orožja za zaščito bogov. Ta opis se pojavlja v tretji knjigi Gesta Danorum:
»Toda Thor je razbil vse njihove obrambne ščite s strašnimi zamahi s svojim kijem in pozval svoje sovražnike, naj ga napadejo, tako kot ga njegovi tovariši podpirajo. Ni bilo oklepa, ki bi zdržal njegove udarce, niti nikogar, ki bi jih lahko preživel. Ščiti, čelade, vse, kar je udaril s svojo hrastovo gorjačo, je bilo ob udarcu zdrobljeno, prav tako telesna velikost ali mišice niso bile nikakršna zaščita. Posledično bi zmaga pripadla bogovom, če ne bi Høther, čigar vrsta mož se je upognila navznoter, odletel naprej in palico naredil neuporabno, ko je odrezal ročaj. Takoj jim je bilo odrečeno to orožje in božanstva so pobegnila.«
Različni znanstveniki menijo, da je to orožje preprosto sklicevanje na Mjolnir. Beardova ugotavlja, da »arheološke najdbe kladiva (tudi tiste, ki so sočasne z Adamovim poročilom) očitno sploh ne spominjajo na ta kijasta orožja, kar omogoča, da je njihov obstoj v literaturi bolj verjetno rezultat interpretatio romana kot česarkoli drugega (čeprav se ne sme pozabiti, da irski Dagda tudi uporablja palico ...). Dejansko obstaja le en primerek lesenega kladiva v celotni [podatkovni zbirki Eitri] in ta artefakt je le polovica fragmenta, ki lahko da sploh ni kladivo.«

### Tempeljska orodja in obredni pomen
Staronordijski zapis omenja, da Thor uporablja Mjolnir ne samo kot strašljivo orožje, temveč tudi kot sredstvo za posvečevanje ali čaščenje. Kot je podrobno opisano zgoraj, Þrymskviða na primer omenja, da naj bi kladivo prinesli za posvetitev neveste (za katero se v resnici izkaže, da je preoblečeni Thor), v Gylfaginningu Thor s kladivom oživi svoji kozi Tanngrisnir in Tanngnjóstr, v Skáldskaparmálu Thor uporabi svoje kladivo za blagoslovitev Baldrove ladje na njegovem in Nanninem ladijskem pogrebu. Različni predmeti iz arheoloških zapisov pozivajo Thora k zdravljenju, nekateri izrecno predstavljajo ali kličejo njegovo kladivo. Po 13. knjigi Gesta Danorum Saxoja Grammaticusa je Magnus Močni leta 1125 odstranil velike modele kladiva iz templja, posvečenega Thoru (tukaj imenovanem Jupiter prek interpretatio romana):
Prevod Oliverja Eltona (1894):
»Poskrbel je, da je domov prinesel nekatera kladiva nenavadne teže, ki jim rečejo Jupitrova in jih uporabljajo otočani v svoji edinstveni veri. Kajti starodavni ljudje, ki so želeli razumeti vzroke groma in strele s pomočjo podobnosti stvari, so vzeli velika in masivna bronasta kladiva, s katerimi so verjeli, da bi lahko povzročili treskanje neba, misleč, da velik in silovit hrup lahko tako rekoč zelo dobro posnema kovaško delo. Toda Magnus se je v svoji gorečnosti za krščanski nauk in nenaklonjenosti do poganstva odločil, da bo odvzel templju njegovo opremo in Jupitru njegove simbole na mestu njegove svetosti. In še zdaj ga imajo Švedi za krivega bogoskrunstva in roparja božjega plena.«
Po besedah angleške folkloristke Hilde Ellis Davidsonove bi se »res zdelo, kot da je moč boga groma, ki ga simbolizira njegovo kladivo, razširjena povsod, kar je povezano z dobrobitjo skupnosti. Zajela je rojstvo, poroko in smrt, pokop, in obrede upepeljevanja, orožje in pojedine, potovanja, zavzemanje zemlje in prisege med moškimi. Slavno Thorovo orožje ni bilo le simbol uničujoče moči nevihte, ognja iz nebes, ampak tudi zaščita pred silami zla in nasilja.«

### Nordijska bronasta doba in možni protoindoevropski izvori
Nordijski bronastodobni petroglifi prikazujejo postave, ki držijo kladiva in kladivom podobna orožja, kot so na primer sekire. Nekateri znanstveniki so predlagali, da prikazujejo predhodnike Mjolnirja. Kot povzema znanstvenik Rudolf Simek: »kot kažejo bronastodobne skalne rezbarije sekir ali bogovom podobnih postav, ki nosijo kladivo, je [Mjolnir] že zgodaj igral vlogo posvetilnega orodja, verjetno v kultu plodnosti ... .«
Thor je eno od različnih božanstev, povezanih z gromom ali poosebljanje, ki vihti kladivu podoben predmet, povezan s pojavi, kot sta strela ali ogenj v različnih mitskih telesih. V nekaterih primerih se ti kladivom podobni predmeti vrnejo k božanstvu, ko jih vržejo ali povzročijo spremembe vremena. Primeri, ki jih znanstveniki pogosto navajajo, so: vedski Indra, ki vihti strelno sulico, Jupiter, ki meče snope strele, in keltsko božanstvo Dagda, ki nosi kij. Mnogi znanstveniki so identificirali koncept Thora in njegovega kladiva, tako kot Indra, Zevs in Dagda, ki izhaja iz protoindoevropske mitologije.
- Nordijski bronastodobni petroglif s postavo, ki drži kladivu podoben predmet, med tanumskimi vklesanimi skalami, Švedska
- Nordijski bronastodobni petroglif s postavami, ki držijo kladiva ali sekiram podobne predmete med tanumskimi vklesanimi skalami, Švedska

### Povezava s svastiko in islandsko ljudsko verovanje
Svastika se pojavlja na različnih predmetih, ki so jih proizvajala ali uporabljala stara germanska ljudstva. V poznem islandskem ljudskem verovanju islandski grimoarji navajajo simbol svastike kot »Thorovo kladivo.« Po besedah runologov Mindy MacLeod in Bernarda Meesa: »Do zgodnjega sodobnega časa se je opis 'Thorovo kladivo' začel uporabljati za svastike ('sončna kolesa'), ne pa za simbole kladiva, ki jih vidimo v srednjeveških runskih napisih. Podobno so se izrazi, ki so se nekoč uporabljali za druge simbole, prav tako začeli povezovati z novimi oblikami, pogosto nejasnega izvora.« Drugi znanstveniki so predlagali, da je svastika predstavljala Thorovo kladivo med starodavnimi germanskimi ljudstvi od zgodnjega časa. Ellis Davidsonova je pregledala uporabo svastike v starodavnih arheoloških germanskih zapisih (do leta 1964) in zaključila, »da je bil Thor pošiljatelj strele in bog, ki je ljudem delil tako sonce kot dež, in zdi se verjetno, da sta bila povezana z njim tako svastika kot tudi znak kladiva.»

## Sodobna popularna kultura
Mjölnir je v sodobnem času upodobljen v različnih medijih. Kot je omenil Rudolf Simek, je v umetnosti »Thor skoraj vedno upodobljen z [Mjolnirjem]«, vendar se kladivo v sodobnih upodobitvah razlikuje – včasih se lahko zdi kot kladivu podobna upodobitev Herkulovega kija do velikega kovaškega kladiva in kaže vpliv iz arheološkega zapisa. Primeri vključujejo sliko Thor premaguje midgardsko kačo Henryja Fuselija iz leta 1780; kip Thor Hermanna Ernsta Freunda iz leta 1821–1822; marmorni kip Thor B. E. Fogelberga iz leta 1844; sliko Thorov boj z velikani Mårtena Eskila Wingea iz leta 1872; risbo Odin, Thor in Magni K. Ehrenberga iz leta 1883; več ilustracij Emila Doeplerja, objavljenih v Walhallu Wilhelma Ranischa leta 1901 (Thor; Thor und die Midgardschlange; Thor den Hrungnir bekämpfend; Thor bei dem Riesen Þrym als Braut verkleidet; Thor bei Hymir; Thor bei Skrymir; Thor den Fluß Wimur durchwatend); risbi Thor in gora ter Sif in Thor Johna Charlesa Dollmana iz leta 1909; sliko Thor G. Poppea; risbo Thors Schatten E. Pottnerja iz leta 1914; marmorni kip Thora H. Natterja; in ilustracije U. Bremberja za Die Heimholung des Hammers H. C. Artmanna iz leta 1977.
Po kladivu so poimenovali različne lokacije, organizacije in objekte. Mednje spadajo: 
- Mjølnerparken v okrožju Nørrebro v Københavnu na Danskem
- krater Mjølnir, meteoritski krater na dnu Barentsovega morja ob norveški obali
- spomenik Thorovo kladivo (Hammer of Thor) ob reki Arnaud na polotoku Ungava v Nunaviku, Quebec, Kanada
- temna vožnja Thor's Hammer v tematskem zabaviščnem parku Tusenfryd v Vinterbroju na Norveškem
- norveški nogometni klub FK Mjølner iz Narvika
- različna imena ladij, vključno z HNoMS Mjølner (1868) Kraljeve norveške vojne mornarice in več ladjami z imenom HSwMS Mjölner Švedske vojne mornarice.

Med glasbene projekte, ki nosijo svoje ime po kladivu, spadata ameriško-norveška death-doom metal skupina Thorr's Hammer in nekdanja islandska rock skupina Thor's Hammer. Občina Tórshavn, glavnega mesta Ferskih otokov, ima na svojem pečatu in grbu upodobitev Mjolnirja, prav tako Občina Torsås na Švedskem.
- Pečat Tórshavna, glavnega mesta Ferskih otokov
- Grb Občine Torsås na Švedskem
- Grb ledolomilca Tor Švedske flote
- Grb patruljne ladje HSwMS Mjölner (P157) Švedske vojne mornarice
- Thorova zastava (Þórsfrónvé) visoke islandščine, jezikovnega purizma islandščine

V sodobnem času obeske z Mjolnirjem nosijo različni ljudje in za različne namene. Simbol na primer običajno uporabljajo privrženci germanskega novopoganstva, novega religijskega gibanja. Leta 2006 sta znanstvenika Jenny Blain in Robert J. Wallis zapisala, da je »najpogostejši poganski sveti artefakt Thorovo kladivo«, in podrobno omenila, da je »poganska duhovnost izražena vizualno in javno na številne načine, kot je prikazovanje reproduciranih artefaktov, (na primer Thorovo kladivo kot obesek ...), romanja na svete kraje (in tam puščene votivne daritve) ter 'obiski' muzejskih zbirk s prikazom artefaktov, ki ponujajo neposredne vizualne (in druge odmevne) povezave s starimi religijami.« V ZDA je Thorovo kladivo ponujeno kot verski simbol (št. 55, »Thorovo kladivo« (Hammer of Thor)) za nagrobnike vojnih veteranov, ki jih je izdelala Nacionalna pokopališka uprava ZDA.
Simbol so uporabili v belih nacionalističnih in neonacističnih krogih. Kot je zapisano v vnosu podatkovne zbirke simbolov Antidifamacijske lige (ADL) za »Thorovo kladivo«: »čeprav njegov tradicionalni izvor ni rasističen in čeprav večina asatrujev danes ni rasistov, so si simbol Thorovega kladiva prisvojili neonacisti in drugi beli supremacisti, še posebej tisti, ki prakticirajo rasistične ali belopolte supremacistične različice neonordijskih prepričanj pod krinko odinizma ali wotanizma. Beli supremacisti bodo pogosto ustvarili celo rasistične različice Thorovega kladiva, ki vključujejo svastike ali druge simbole sovraštva v okrasje.« Beardova ugotavlja, da: »večina ljudi, ki danes nosijo obeske s kladivom, to počnejo iz kulturnih, verskih ali dekorativnih razlogov in nimajo nobenih vezi z nobenimi rasističnimi skupinami ali prepričanji.«

## Drugi projekti
- Predstavnosti o temi Mjolnir v Wikimedijini zbirki